# Vatnsnes
La Vatnsnes, toponyme islandais signifiant littéralement en français « la péninsule du lac », est une péninsule du Nord de l'Islande, dans la région Norðurland vestra, qui s'avance dans la Húnaflói, plus précisément entre le Miðfjörður à l'ouest et le Húnafjörður à l'est.
Sur son rivage sud-est se trouve le rocher de Hvítserkur, une attraction touristique populaire.